# Strongylognathus caeciliae
Strongylognathus caeciliae là một loài kiến trong phân họ Myrmicinae.